# Léon Kengo wa Dondo

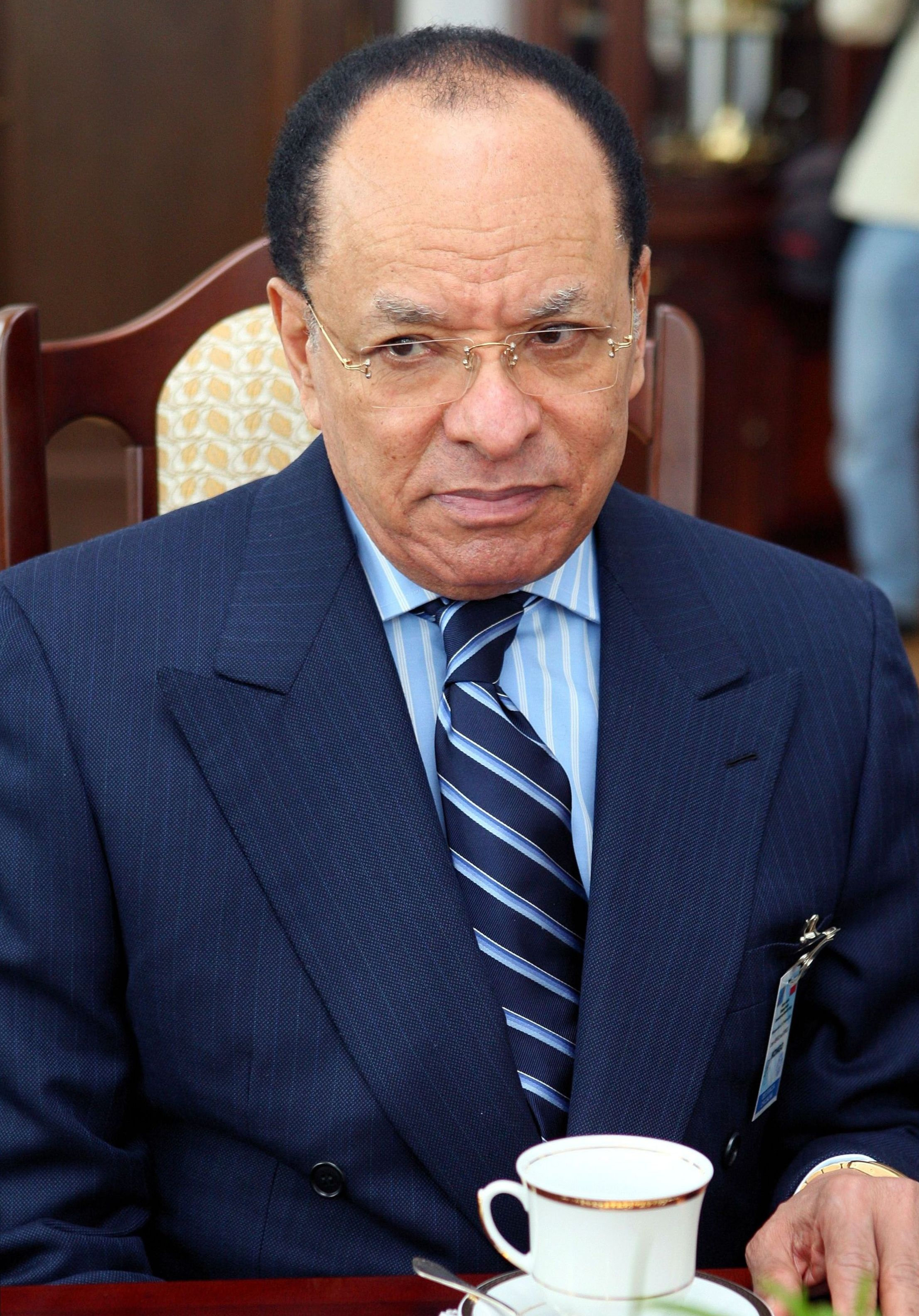
Léon Kengo wa Dondo, 2008.

Léon Kengo wa Dondo, född Léon Lubicz 22 maj 1935 i Libenge i Belgiska Kongo, är en Kinshasa-kongolesisk politiker. Fadern var polack, modern tutsi. Han tog namnet Kengo wa Dondo 1971 som ett led i authenticité-kampanjen. Han var Zaires regeringschef vid flera tillfällen under president Mobutu och därefter senatens talman 2007–2011 och 2012–2019.